# FK Göyazan Qazax
FK Göyazan Qazax is een Azerbeidzjaanse voetbalclub uit Qazax. De club is opgericht in 1978 en speelt in de Eerste divisie.
Bakoe Sportinq ·
Cəbrayıl ·
Difai Ağsu ·
İmişli ·
Karvan Yevlax ·
Mingəçevir ·
MOIK ·
Qäbälä ·
Qaradağ ·
Zaqatala